# Camp Lake
Camp Lake är en sjö i Antarktis. Den ligger i Östantarktis. Australien gör anspråk på området. Camp Lake ligger 22 meter över havet. Arean är 0,10 kvadratkilometer. Den ligger vid sjön Larelar Lake.
I övrigt finns följande vid Camp Lake:
- Tierney Hill (en kulle)